# Jean-Gabriel Ganascia
 (mars 2018).
Jean-Gabriel Ganascia, né le 5 avril 1955 à Limoges (Haute-Vienne), est un informaticien et philosophe français, professeur à Sorbonne Université. Spécialiste de l'intelligence artificielle, il a commencé sa carrière sur les systèmes à base de connaissances avant de se spécialiser en apprentissage symbolique et en acquisition des connaissances. Depuis une vingtaine d’années, il travaille sur le versant littéraire des humanités numériques et sur l’éthique computationnelle, c’est-à-dire sur la modélisation informatique des raisonnements éthiques.
En parallèle à ses travaux techniques, il a poursuivi des réflexions philosophiques sur l’épistémologie de l’intelligence artificielle, sur le numérique et sur l’éthique des technologies de l’information et de la communication, ce qui l’a conduit à écrire plusieurs essais.
Il a aussi contribué à la diffusion du savoir scientifique à travers plusieurs ouvrages destinés au grand public.
Enfin, il a écrit un roman intitulé Ce matin maman a été téléchargée sous le nom de plume de Gabriel Naëj aux éditions Buchet-Chastel, en 2019.

## Biographie
Jean-Gabriel Ganascia effectue toute sa scolarité secondaire de sa sixième à sa maths sup au collège Mignet d’Aix-en-Provence. Après une maths spé au lycée Thiers de Marseille en 1974 et 1975, il fait des études d'ingénieur à l'Institut d'optique théorique et appliquée d'Orsay (diplôme de l'École supérieure d'optique obtenu en 1978), puis une licence et une maîtrise de philosophie à l’université Paris-I (1980), et deux DEA à l’université Pierre-et-Marie-Curie (Sorbonne Université), le DEA d’acoustique théorique (en 1979) et le DEA IARFA (intelligence artificielle et reconnaissance des formes) (en 1980).
Il soutient en 1983 une thèse de docteur ingénieur à l'université Paris-Saclay sur les systèmes à base de connaissances et une thèse d'État en 1987 sur l'apprentissage symbolique automatique.
Il est nommé assistant à l’université Paris-Saclay en 1982 puis maître de conférence, en 1987, toujours à l’université Paris-Saclay, avant de devenir, en 1988, professeur à Sorbonne Université. Depuis, il est chercheur au LIP6 où il dirige l’équipe ACASA (Agents Cognitifs et Apprentissage Symbolique Automatique).
Il a dirigé le DEA IARFA (Intelligence Artificielle, Reconnaissance des Formes et Applications) de 1992 à 2004.
Il a créé et dirigé le Programme de Recherches Coordonnées « Sciences cognitives » pour le compte du ministère de la Recherche (1993) puis le Groupement d’Intérêt Scientifique « Sciences de la cognition » (ministère de la Recherche, CNRS, CEA, INRIA, INRETS) (1995-2000).
En collaboration avec les équipes de littérature de Sorbonne Université, il a mis sur pied le labex OBVIL (observatoire de la vie littéraire) (2011-2020) dont l’activité portait sur le versant littéraire des humanités numériques, et il en a été le directeur adjoint.
En 2024, il est président du comité d'éthique du CNRS.

## Travaux et distinctions
Cette section ne s'appuie pas, ou pas assez, sur des sources secondaires ou tertiaires indépendantes du sujet.

Pour l'améliorer, ajoutez-en, ou placez des modèles {{Source secondaire souhaitée}} ou {{Source secondaire nécessaire}} sur les passages mal sourcés. (avril 2023)
Ses activités de recherche portent notamment sur l'apprentissage automatique, la fusion symbolique de données, l'éthique computationnelle, et sur le versant littéraire des humanités numériques.
Il est membre depuis 2015 de l'Institut universitaire de France, président de l'AFAS (Association française pour l'avancement des sciences) et, depuis 2004, membre du directoire du MURS (Mouvement universel pour la responsabilité scientifique, présidé par Jean Jouzel).
Son ouvrage Le Mythe de la singularité a reçu le prix Roberval grand public, 2017, mention « coup de cœur des médias ».
Il a été nommé chevalier de la Légion d'honneur en 2019.

## Citations
- « L'homme ordonne à la machine », a-t-il déclaré en 2018 dans Ouest-France, afin de dédramatiser le rapport des sociétés à l'IA en plein essor[5].

## Œuvres
- L'I.A. expliquée aux humains, éditions du Seuil, collection «  Expliqué à... », 2024.

- Servitudes virtuelles, éditions du Seuil, collection « Sciences Ouvertes », 2022.
- Ce matin, maman a été téléchargée, Buchet Chastel, 2019 (sous le nom de plume de Gabriel Naëj).
- Le Mythe de la singularité : faut-il craindre l'intelligence artificielle ?, éditions du Seuil, collection « Sciences ouvertes », 2017.
- L'Intelligence artificielle : vers une domination programmée ?, éditions du Cavalier Bleu, 2017.
- Le temps des robots est-il venu ? Découvrez comment ils transforment déjà notre quotidien (avec J. Braly), éditions Quæ, 2017.
- Voir et pouvoir : qui nous surveille ?, Éditions le pommier, 2009.
- Les sciences cognitives, Éditions le pommier, 2006.
- Gédéon ou les expériences extravagantes d'un expérimentateur en chambre, Éditions le pommier, collection « Roman & Plus », 2002.
- 2001, l'odyssée de l'esprit, Flammarion, collection « essais », 1999.
- Le petit Trésor de l'informatique et des sciences de l'information, Flammarion, 1998.
- L'intelligence artificielle, Flammarion, collection « Dominos », 1993.
- L'Âme Machine, Éditions du Seuil, collection « Sciences ouvertes », 1990.
- Le Trésor : dictionnaire des sciences (collectif), Flammarion, 1997.

Depuis septembre 2017, il rédige une chronique mensuelle dans le magazine La Recherche sur l’éthique des sciences ainsi qu'une chronique éthique dans le magazine Sciences et avenir.